# Gheorghe Gornea
Gheorghe Gornea (Sinaia, 2 agosto 1944 – Sinaia, 2005) è stato un calciatore rumeno, di ruolo portiere.

## Carriera

### Club
Ha giocato in vari club rumeni: Steaua Bucarest (con cui ha vinto una Coppa di Romania), UTA Arad (con cui ha vinto due Campionati rumeni), Baia Mare, Reșița e Vagonul Arad.

### Nazionale
Ha preso parte, insieme alla Nazionale di calcio della Romania, al campionato del mondo 1970.
Gornea, nella nazionale di calcio della Romania, ha totalizzato 4 presenze.

## Palmarès

### Club

#### Competizioni nazionali
- Campionato rumeno: 2

UTA Arad: 1968-1969, 1969-1970
- Coppa di Romania: 1

Steaua Bucarest: 1965-1966